# 建设路街道 (齐齐哈尔市)
建设路街道是中国黑龙江省齐齐哈尔市建华区下辖的一个街道。